# 2000年夏季奥林匹克运动会游泳比赛—男子200米蝶泳
2000年夏季奥林匹克运动会男子200米蝶泳比赛的决赛于2000年9月19日在澳大利亚悉尼举行。最终，美国游泳运动员汤姆·马尔乔获得了此项比赛的冠军。

## 成绩
| 名次 | 运动员                      | 成绩    |
| ---- | --------------------------- | ------- |
|      | 汤姆·马尔乔（美国）         | 1:55.35 |
|      | 丹尼斯·希兰季耶夫（乌克兰） | 1:55.76 |
|      | 贾斯廷·诺里斯（）           | 1:56.17 |